# Lee McConnellová
Lee McConnellová (* 9. října 1978, Glasgow, Skotsko) je skotská atletka, běžkyně, jejíž specializací je hladká čtvrtka a běh na 400 metrů překážek.
Své největší individuální úspěchy zaznamenala v roce 2002, kdy získala stříbro na hrách Commonwealthu v Manchesteru a bronz na mistrovství Evropy v Mnichově. V roce 2006 vybojovala na hrách Commonwealthu v Melbourne bronzovou medaili na čtvrtce s překážkami.
Reprezentovala na letních olympijských hrách v Athénách 2004 a v Pekingu 2008. V roce 2010 vybojovala na mistrovství Evropy v Barceloně společně s Nicolou Sandersovou, Marilyn Okorovou a Perri Shakesovou-Draytonovou bronzové medaile ve štafetě na 4 × 400 metrů, když trať zaběhly v čase 3:24,32.